# 여호야립
여호야립 (Hebrew: יְהוֹיָרִיב   Yehōyārîḇ, "야훼가 다투신다")은 다윗 시대의 제사장인데, 여호와의 전에서 수종드는 반차를 정할 때 24반차 중 첫째로 제비뽑혔다(대상 24:7). 그러나 스룹바벨 시대에는 제 17반으로 되었다(느 12:6,요아립). 느헤미야 때에는 예루살렘에서 살았다(느 11:10,요야립). 느헤미야 11:10, 12:6, 19에는 `요야립'으로 되어 있다.

## 대제사장
타마다에는 여호야김이 대제사장이라는 표시는 없다. 또한 그의 이름은 사독 왕조의 목록에 나타나지 않았다 ( 1 Chr. 5:30-40  , 6 : 4  15 참조).
Seder Olam Zuta 에 따르면, 그는 이스라엘의 대제사장 중 한 사람이었다.  그는 요아스를 계승하고 예호샤팟에 의해 계승되었다.
플라비우스 요세푸스의 《유대 전쟁사》에서는 대 제사장 목록에 나타나지 않는 그 목록위에는 요람이 이수스를 승계하고있다.